# Melissa Barrera
Melissa Barrera Martínez (Monterrey, 4 luglio 1990) è un'attrice messicana.

## Biografia
Melissa Barrera ha studiato all'American School Foundation of Monterrey, una scuola internazionale in Messico, dove ha recitato in produzioni scolastiche dei musical Grease, Aida e Footloose. Nel 2011 fece il suo debutto televisivo nel reality show La Academia. Nel 2013 entra a far parte del duo Melissa y Sebastian, che ottiene un piazzamento nella top ten radiofonica messicana con una cover di Mamma Maria dei Ricchi e Poveri. Nel 2015 registra la canzone Volver a caer, assieme al cantante messicano Kalimba, per la telenovela in cui recita Tanto amor.
Nel 2012, dopo gli studi alla New York University, ha recitato nelle due soap opere La mujer de Judas e La otra cara del ama, mentre nel 2014 è stata la protagonista della soap messicana Siempre tuya Acapulco. L'anno successivo debuttò su Netflix nella serie TV Club de Cuervos, mentre nel 2020 ha fatto il suo debutto cinematografico internazionale con il film Sognando a New York - In the Heights.
Nel 2022 esordisce nel franchise horror Scream, recitando nei film Scream e Scream VI. Ottiene successivamente dei ruoli da protagonista nei film Carmen di Benjamin Millepied e Riposo forzato. Il 21 novembre 2023 viene licenziata dal film Scream VII per aver pubblicato sui propri social dei post pro-palestinesi in seguito agli eventi del 7 ottobre 2023, lamentando il "genocidio del popolo palestinese". Il licenziamento dell'attrice ha portato ad una campagna di boicottaggio sui social media e l'attrice Jenna Ortega, sua collega nel franchise, ha dato le sue dimissioni in segno di protesta.

## Filmografia

### Cinema
- L for Leisure, regia di Whitney Horn e Lev Kalman (2014)
- Manual de principiantes para ser presidente, regia di Salim Nayar (2016)
- El Hotel, regia di Carlos Marcovich (2016)
- Sacúdete las penas, regia di Andres Ibañez Diaz Infante (2018)
- Dos Veces Tú, regia di Salomón Askenazi (2018)
- Sognando a New York - In the Heights (In the Heights), regia di Jon M. Chu (2020)
- All the World Is Sleeping, regia di Ryan Lacen (2021)
- Scream, regia di Matt Bettinelli-Olpin e Tyler Gillett (2022)
- Carmen, regia di Benjamin Millepied (2022)
- Riposo forzato (Bed Rest), regia di Lori Evans Taylor (2022)
- Scream VI, regia di Matt Bettinelli-Olpin e Tyler Gillett (2023)
- Your Monster, regia di Caroline Lindy (2024)
- Abigail, regia di Matt Bettinelli-Olpin e Tyler Gillett (2024)

### Televisione
- La mujer de Judas – serie TV, 3 episodi (2012)
- La otra cara del Alma – serie TV, 6 episodi (2012-2013)
- Siempre tuya Acapulco – serie TV, 124 episodi (2014)
- Tanto amor – serie TV, 119 episodi (2015)
- Perseguidos – serie TV, 11 episodi (2016-2017)
- Club de Cuervos – serie TV, 8 episodi (2017)
- Vida – serie TV, 22 episodi (2018-2020)
- Acting for a Cause – serie TV, episodi0 2x02 (2020)
- Keep Breathing – miniserie TV, 6 episodi (2022)

### Videoclip
- Melissa y Sebastián Mamma María (2013)
- Melissa Barrera ft. Kalimba Volver a caer (2015)
- Xavier Zazueta Melissa (2019)
- Anthony Ramos Say Less, regia di Bobby Hanaford (2021)

## Doppiatrici italiane
Nelle versioni in italiano delle opere in cui ha recitato, Melissa Barrera è stata doppiata da:
- Veronica Puccio in Scream (2022), Scream VI, Abigail
- Ughetta d'Onorascenzo in Sognando a New York - In the Heights, Keep Breathing
- Giulia Franceschetti in Riposo forzato